# Grüningers Fall
Grüningers Fall ist ein Dokumentarfilm von Richard Dindo über Vorfälle in der Schweiz unmittelbar vor Ausbruch des Zweiten Weltkriegs. Im Zentrum steht dabei der ehemalige St. Galler Polizeihauptmann Paul Grüninger. Der Film basiert auf dem gleichnamigen Buch des Historikers Stefan Keller.

## Inhalt
Im Film werden Leben und Leistungen des Ostschweizer Polizeihauptmanns Paul Grüninger (1891–1972) sichtbar gemacht und gewürdigt. Ursprünglich Lehrer, wurde er 1925 zum Polizeikommandant von St. Gallen ernannt. 1938/39 gelang es ihm, das Leben von Hunderten von deutschen und österreichischen jüdischen Flüchtlingen zu retten, indem er sich über geltende Weisungen der Landeshauptstadt Bern hinwegsetzte. Deswegen wurde er 1940 wegen Amtspflichtverletzung und Urkundenfälschung verurteilt. Er verlor seine Stelle und sein Pensionsanspruch wurde ihm entzogen. 1972 starb er einsam und verarmt.
Der ganze Film wurde im Gerichtssaal des Bezirksgerichts St. Gallen gedreht, wo seinerzeit auch Grüninger 1940 sass und verurteilt wurde. Im Film kommen auch Zeitzeuginnen und Zeitzeugen, darunter etliche der Jüdinnen und Juden zu Wort, die Grüninger ihr Leben verdankten. Auch seine Tochter Ruth Roduner spricht ausführlich darüber, wie sie ihren Vater erlebt hatte. Charakteristisch für diesen Film sind die Inszenierungen von Erinnerungen, indem Beteiligte und Betroffene von ihren Wahrnehmungen und den damaligen Begegnungen mit Grüninger berichten.

## Rezeption
Der Film wurde vom Schweizer Fernsehen mitfinanziert und mehrmals gezeigt. Gleichzeitig wurden rund 10 000 Kinoeintritte für Grüningers Fall verkauft. Dennoch lag die Resonanz von Dindos Dokumentarfilm deutlich hinter der Resonanz des wenige Jahre später gedrehten Spielfilms Akte Grüninger. Christian Jungen würdigte Dindos Film mit seinen Berichten jüdischer Zeitzeugen dafür als aufwühlend und nachwirkend.